# Le Mesnil-Ozenne
Le Mesnil-Ozenne és un municipi francès situat al departament de la Manche i a la regió de Normandia. L'any 2007 tenia 224 habitants.

## Demografia

### Població
El 2007 la població de fet de Le Mesnil-Ozenne era de 224 persones. Hi havia 80 famílies de les quals 12 eren unipersonals (4 homes vivint sols i 8 dones vivint soles), 32 parelles sense fills i 36 parelles amb fills.
La població ha evolucionat segons el següent gràfic:
Habitants censats

### Habitatges
El 2007 hi havia 106 habitatges, 81 eren l'habitatge principal de la família, 13 eren segones residències i 12 estaven desocupats. 103 eren cases i 1 era un apartament. Dels 81 habitatges principals, 66 estaven ocupats pels seus propietaris, 13 estaven llogats i ocupats pels llogaters i 2 estaven cedits a títol gratuït; 7 tenien dues cambres, 14 en tenien tres, 21 en tenien quatre i 39 en tenien cinc o més. 71 habitatges disposaven pel capbaix d'una plaça de pàrquing. A 33 habitatges hi havia un automòbil i a 41 n'hi havia dos o més.

### Piràmide de població
La piràmide de població per edats i sexe el 2009 era:
| Homes | Edats   | Dones |
| ----- | ------- | ----- |
| 0     | 95 o +  | 0     |
| 0     | 90 a 94 | 0     |
| 0     | 85 a 89 | 0     |
| 4     | 80 a 84 | 0     |
| 0     | 75 a 79 | 4     |
| 8     | 70 a 74 | 4     |
| 8     | 65 a 69 | 8     |
| 8     | 60 a 64 | 4     |
| 4     | 55 a 59 | 4     |
| 4     | 50 a 54 | 8     |
| 4     | 45 a 49 | 0     |
| 12    | 40 a 44 | 4     |
| 0     | 35 a 39 | 8     |
| 8     | 30 a 34 | 0     |
| 8     | 25 a 29 | 4     |
| 0     | 20 a 24 | 4     |
| 12    | 15 a 19 | 8     |
| 4     | 10 a 14 | 16    |
| 4     | 5 a 9   | 0     |
| 0     | 0 a 4   | 0     |

## Economia
El 2007 la població en edat de treballar era de 128 persones, 107 eren actives i 21 eren inactives. De les 107 persones actives 103 estaven ocupades (57 homes i 46 dones) i 4 estaven aturades (1 home i 3 dones). De les 21 persones inactives 9 estaven jubilades, 8 estaven estudiant i 4 estaven classificades com a «altres inactius».

### Ingressos
El 2009 a Le Mesnil-Ozenne hi havia 84 unitats fiscals que integraven 223 persones, la mediana anual d'ingressos fiscals per persona era de 16.818 €.

### Activitats econòmiques
L'únic establiment que hi havia el 2007 era d'una empresa de construcció.
L'únic servei als particulars que hi havia el 2009 era un electricista.
L'any 2000 a Le Mesnil-Ozenne hi havia 18 explotacions agrícoles que ocupaven un total de 217 hectàrees.

## Poblacions més properes
El següent diagrama mostra les poblacions més properes.